# Kirkjubøur

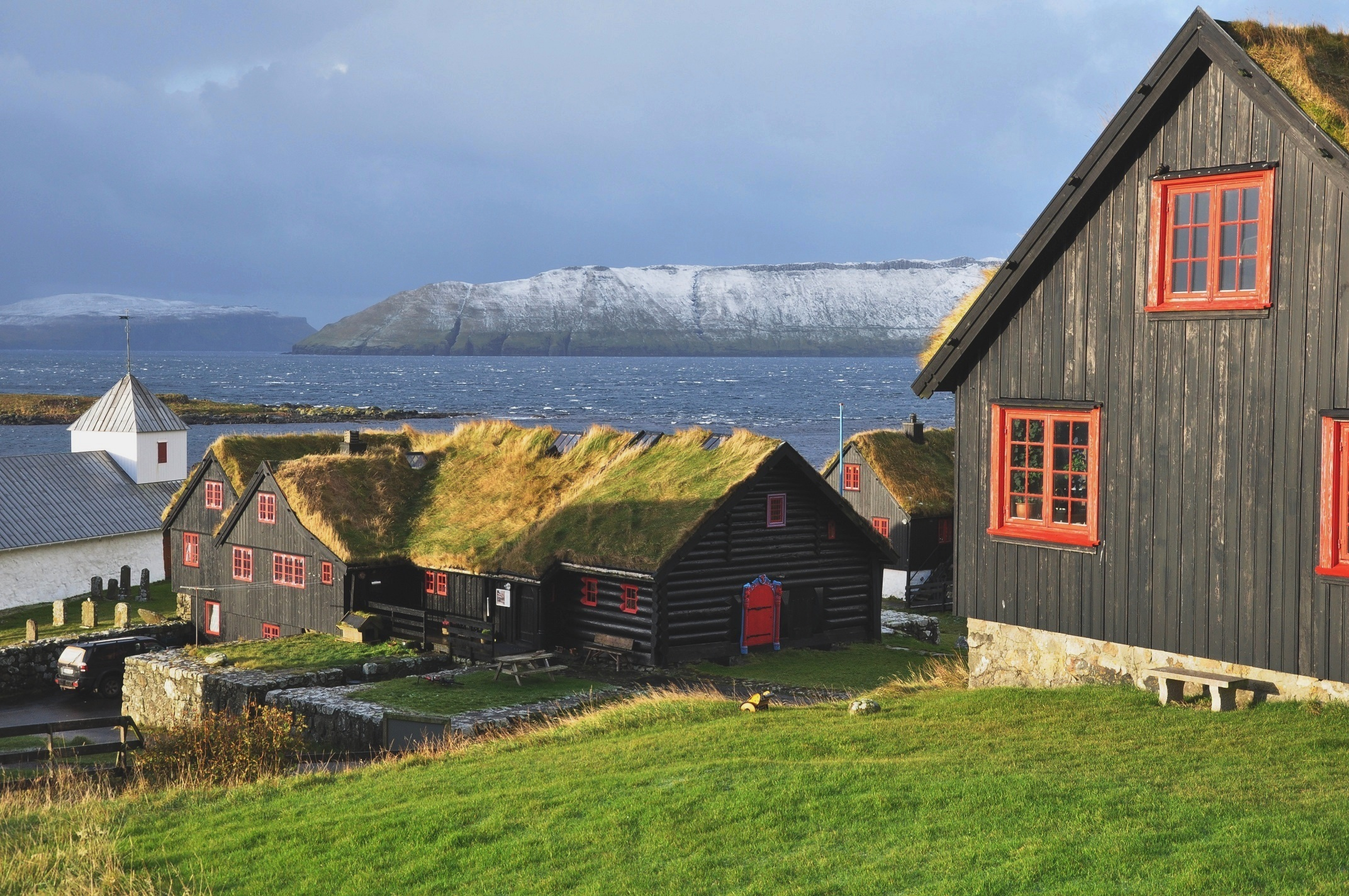
Kirkjubøur

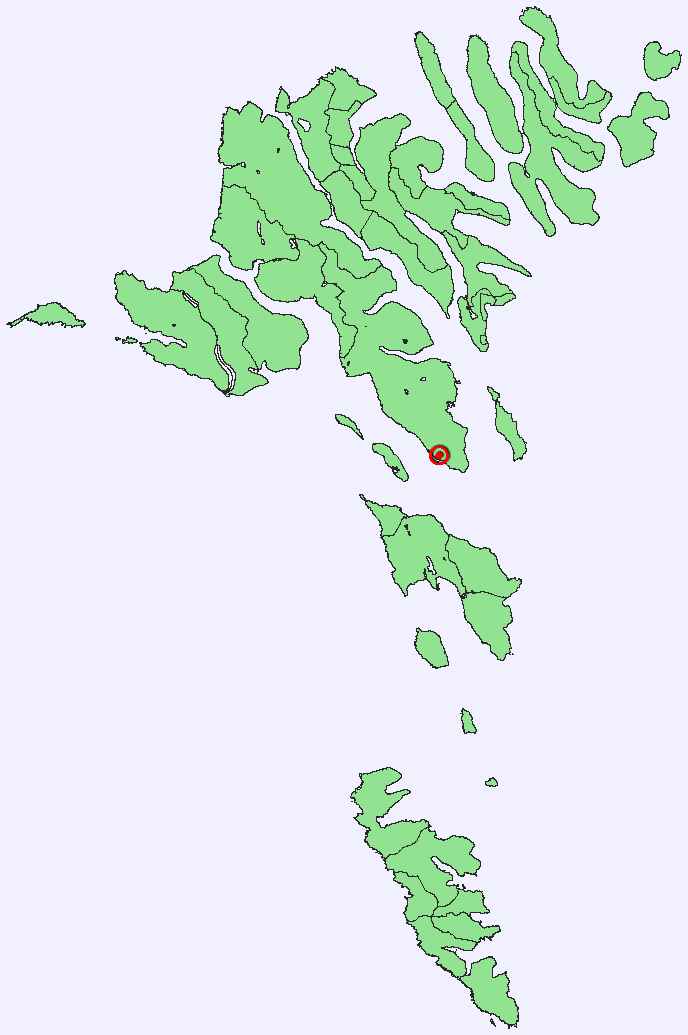
Lage von Kirkjubøur

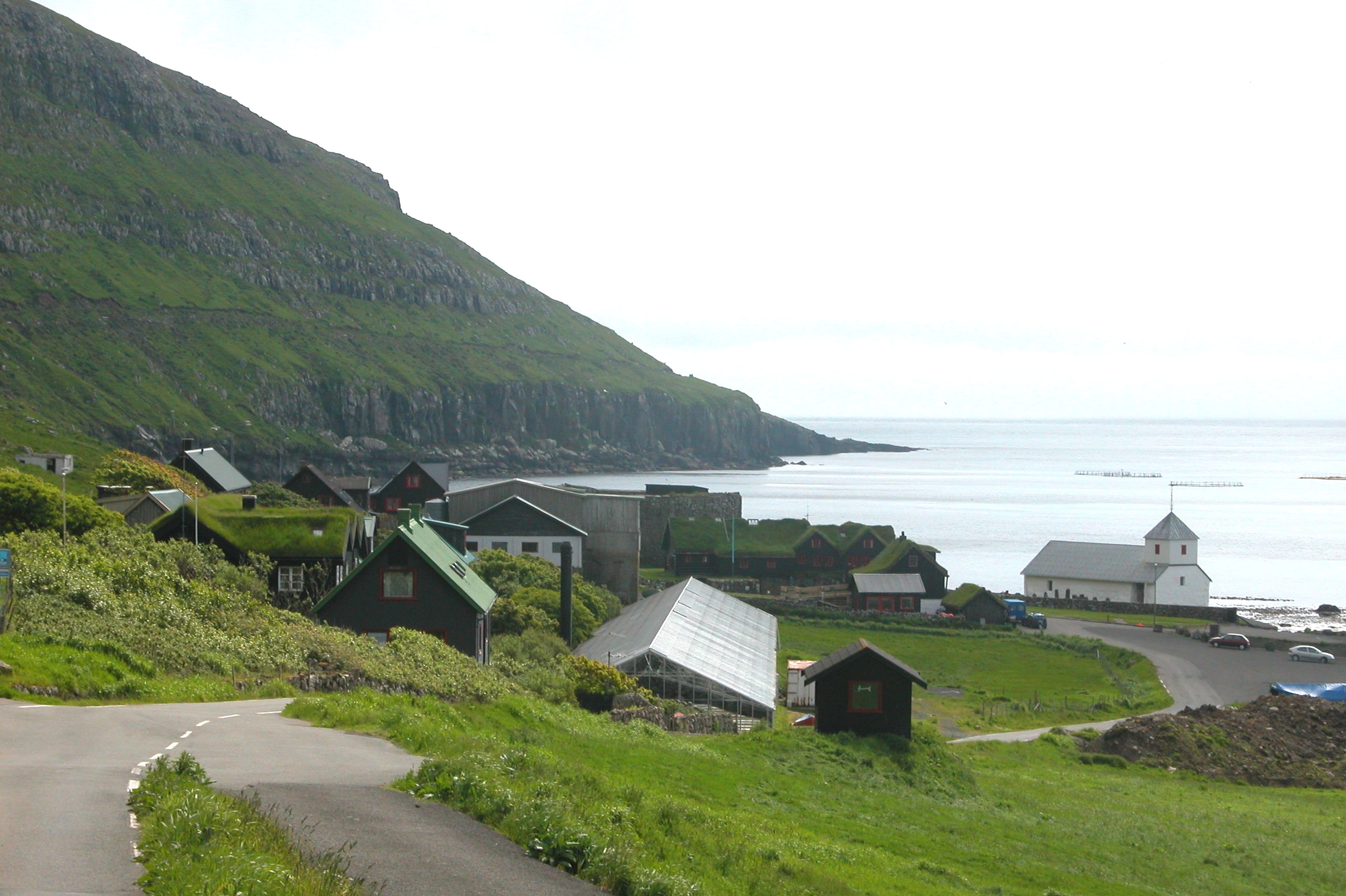
Kirkjubøur – Malerische Lage am Meer

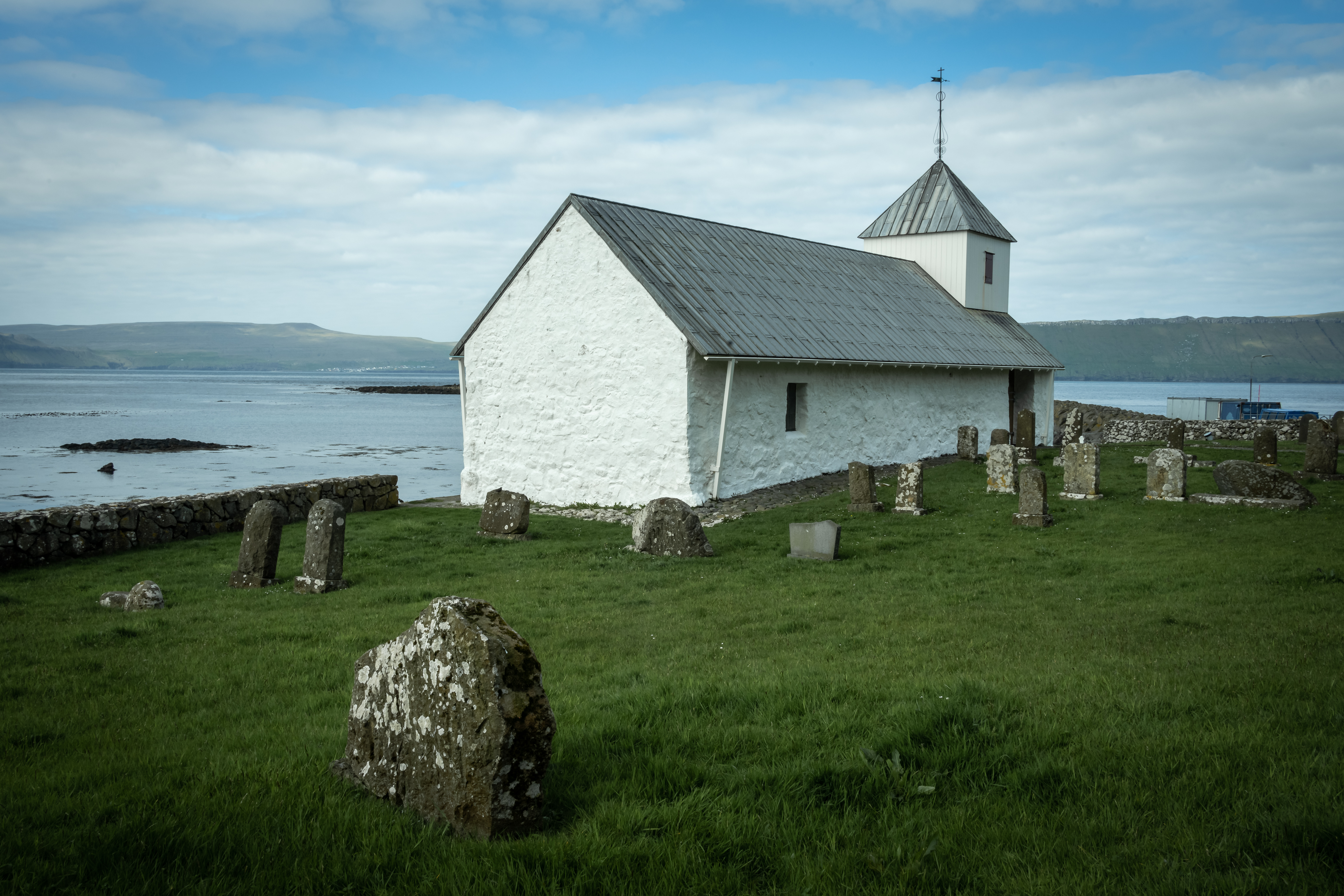
Die Olavskirche

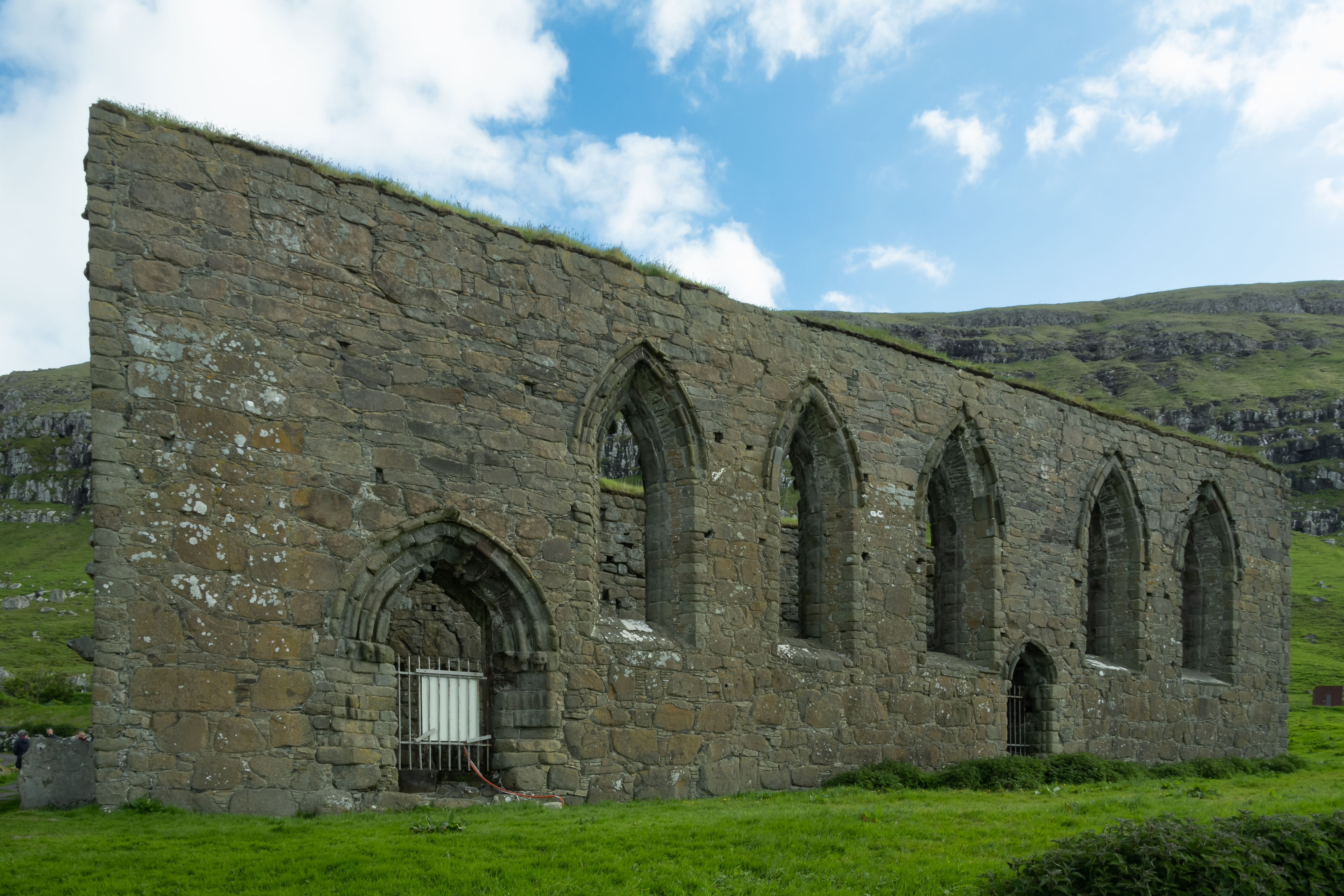
Der Magnusdom

Kirkjubøur [ˈtʃʰɪɹ̥tʃʊˌpøːvʊr] (dänischer Name: Kirkebø, wörtlich: Kirchenflur bzw. Kirchdorf) ist ein Ort der Färöer im Südwesten der Insel Streymoy und gehört mit drei wichtigen Baudenkmälern zu den Hauptsehenswürdigkeiten des Landes.
Bis Ende 2004 bildete Kirkjubøur mit dem Nachbarort Velbastaður eine eigene Kommune. Zusammen hatten die beiden Orte 226 Einwohner (Ende 2002). Seit dem 1. Januar 2005 gehören sie zur Hauptstadtgemeinde Tórshavn.
Im Jahr 2015 zählte Kirkjubøur 80 Einwohner. Die Postleitzahl lautet FO-175.

## Geographie
Kirkjubøur liegt nahe der färöischen Hauptstadt Tórshavn an der Südwestküste Streymoys. Vorgelagert ist der zwei Hektar große, unbewohnte Kirkjubøhólmur, einer der elf Holme der Färöer. Früher war dieses kleine Eiland mit dem Festland verbunden und bildete das äußere Ende einer kleinen Bucht (Brandansvík). Der dazwischen liegende Verbindungsstreifen wurde jedoch während eines schweren Sturmwetters im 17. Jahrhundert weggerissen und fortgespült. Von Kirkjubøur aus genießt man auch einen Blick auf die vorgelagerten Inseln Koltur und Hestur.
Direkt hinter Kirkjubøur erhebt sich der südlichste Berg von Streymoy mit seinen beiden Gipfeln, dem 306 Meter hohen Kirkjubøkambur mit Sverres Höhle (Sverrihola) im Süden und dem weiter nördlich gelegenen Kirkjubøreyn mit 351 Metern Höhe. Zwischen beiden hindurch führt ein Wanderweg nach Argir. Ein weiterer Wanderweg in die Hauptstadt führt westlich und nördlich am Fuß des Kirkjubøreyn entlang. Durch das relativ flache Terrain zwischen Tórshavn und Kirkjubøur eignet sich der Ort für einen Fahrradausflug auf den sonst sehr bergigen Inseln.
Das Kap an der Südspitze Streymoys heißt ebenso nach dem Ort Kirkjubønes.

## Geschichte
Einst war Kirkjubøur das geistliche und kulturelle Zentrum der Färöer. Ab 1111 (ältere Quellen sagen ca. 1100 bzw. spätestens 1120) war es Sitz des Bistums Färöer. Zunächst wechselnd den Erzbistümern Hamburg-Bremen bzw. Lund unterstellt, gehörte es ab 1152/1153 zum Erzbistum Nidaros. Bis zur Reformation auf den Färöern 1538 residierten hier 34 Bischöfe. Siehe auch Liste der Bischöfe der Färöer.
Sverre Sigurdsson wuchs hier auf und besuchte die Lateinschule des Bistums, bevor er 1176 nach Norwegen ging, wo er der größte Mittelalterkönig seines Landes wurde.
Hier wohnte auch die legendäre Gæsa, die ihre umfangreichen Landbesitzungen an die Kirche verlor, weil sie in der Fastenzeit Fleisch gegessen hatte, was als Sakrileg galt. Der Legende zufolge ging sie nach Gásadalur, das nach ihr benannt wurde.
Der bekannteste Bischof in Kirkjubøur war Erlendur († 1308). Er ließ die Magnuskathedrale bauen, was aber zum Aufruhr der Färinger führte, da sie die hohen Kirchenabgaben nicht mehr tragen wollten. Erlendur wurde gestürzt (wahrscheinlich konnte er fliehen, andere Überlieferungen sagen, er wurde in der Magnuskathedrale getötet). Gut hundert Jahre später unternahm ein anderer Bischof in Kirkjubøur, Johannes Theutonicus, den Versuch, eine Heiligsprechung von Erlendur zu erreichen.
Nach der Reformation 1538 gab es noch ab 1540 mit Jens Gregersen Riber einen protestantischen Bischof, der aber 1557 sein Amt aufgeben musste und nach Stavanger ging. Die Färöer wurden danach von einem Bistum auf ein próstadømi mit einem Propst an der Spitze zurückgestuft, welches dem Bistum Bergen in Norwegen unterstellt war. Erster Propst von 1558 bis 1566 wurde Heini Havreki, Stellvertreter sowohl des letzten katholischen als auch des letzten evangelischen Bischofs.
Die Zeit, in der Kirkjubøur über Jahrhunderte das Zentrum der geistigen Macht auf den Färöern gewesen war, ging nun zu Ende. Die Domschule wurde geschlossen und durch eine Lateinschule in Tórshavn ersetzt, die erstmals 1547 in schriftlichen Quellen erwähnt wird. Der Propst, der den Bischof ersetzte, hielt sich nun vornehmlich auf Eysturoy auf, wo auch in Oyndarfjørður der Hof der Propstes, der próstagarður, lag. Der Amtssitz des Løgmaður wurde 1555 auf Anweisung des Königs auf den Hof Steigargarður in Sandavágur verlegt, weshalb Guttormur Andrasson von Kirkjubøur nach Vágar übersiedelte. Die letzten katholischen Geistlichen verbrachten ihren Lebensabend auf Sandoy, und die kirchlichen Gebäude in Kirkjubøur waren nun größtenteils dem Verfall preisgegeben.
Gut hundert Jahre später berichtet Lucas Debes in seinem Buch über die Färöer von 1673, dass die Olavskirche noch in Gebrauch sei und die Mauern der Kathedrale noch stünden. Die vielen steinernen Gebäude des Bischofssitzes, die es einst dort gab, seien jedoch mittlerweile zerstört.
Im Laufe der Jahrhunderte wurde auch der Verlauf der Küstenlinie in Kirkjubøur stark verändert. Ursprünglich lagen Teile des Ortes in Bereichen, die mittlerweile vom Meer weggerissen und fortgespült wurden. So kam es in der ersten Hälfte des 17. Jahrhunderts, zu Lichtmess an einem 2. Februar, wahrscheinlich im Jahre 1602, während eines Sturmwetters zu schweren Uferbeschädigungen in Kirkjubøur. Der Verbindungsdamm zwischen dem heutigen Kirkjubøhólmur und dem Dorf wurde weggerissen und dadurch die bis dahin bestehende Bucht (Brandansvík) zerstört. Es wurden seitdem gewisse Anstrengungen unternommen, um das Ufer zu befestigen und so weitere Fortspülungen zu verhindern.
Im Jahr 1772 ereignete sich ein schwerer Erdrutsch, durch den die aus Holz gebauten Häuser zerstört worden sein sollen. Auf jeden Fall wurde bei diesem Naturereignis die Nordostecke der Kathedrale schwer beschädigt und musste anschließend wiederhergestellt werden.

1832 wurde hier der sogenannte Kirkjubøstein, ein mit 19 Runen beschrifteter Stein aus dem 11. Jahrhundert, gefunden. Dieser Runenstein ist um die hundert Jahre älter als der Sandavágsstein und damit wohl das älteste Schriftdenkmal auf den Färöern. Nachdem der Stein über einen langen Zeitraum im Dänischen Nationalmuseum aufbewahrt worden war, befindet er sich inzwischen wieder auf den Färöern.

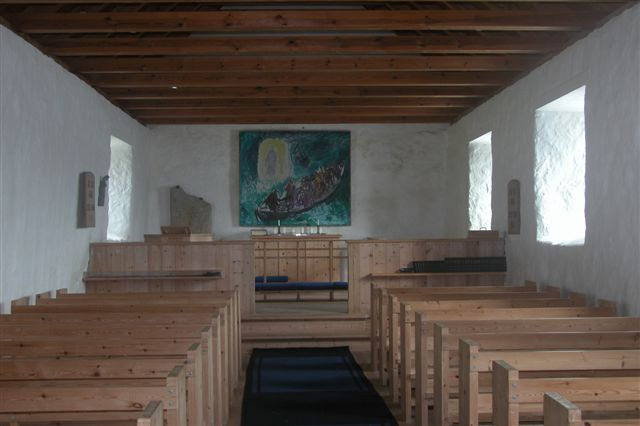
Die Olavskirche von innen.

Bekannte Personen aus dem Ort sind unter anderem der Løgmaður Pætur Jákupsson sowie der Dichter und langjährige Politiker Jóannes Patursson (1866–1946), der zusammen mit seinem Bruder Sverre Patursson zur treibenden Kraft hinter der modernen färöischen national-kulturellen Bewegung wurde.
In Kirkjubøur lebt auch der bekannte Künstler Tróndur Patursson.

## Kulturerbe

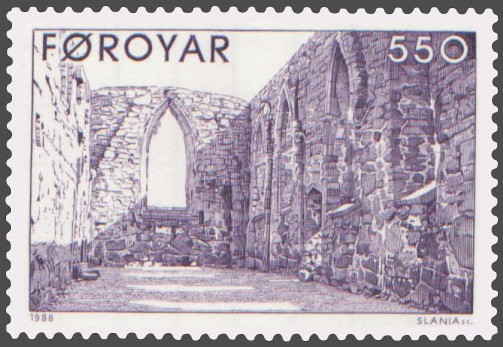
Unvollendete Domkirche auf einer Briefmarke von 1988

Kirkjubøur ist vor allem bekannt durch:
- die Ruine der Magnuskathedrale von ca. 1300
- die benachbarte Olavskirche (Ólavskirkjan) aus dem 13. Jahrhundert
- den ältesten auf den Färöern erhaltenen Hof aus der Wikingerzeit, dem Königshof von Kirkjubøur (Kirkjubøargarður).
- die in Richtung Kirkjubønes liegenden Überreste eines Kirchengebäudes, die heute als „Líkhús“ bezeichnet werden. Es wird angenommen, dass es sich um die Überbleibsel des kirchlichen Gebäudes handelt, welches in einem Schriftstück des Bischofs Johannes Theutonicus im Jahr 1420 erwähnt wird und welches dem irischen Seefahrer-Heiligen Brendan geweiht war. Dessen Verehrung war zur damaligen Zeit gerade unter hanseatischen Kaufleuten und Seefahrern verbreitet, die die kirchlichen Bauaktivitäten in Kirkjubøur auch finanziell unterstützten.[6] Der Uferbereich, der unmittelbar vor den Überresten liegt, wird heute noch Brandansvík genannt.[7][3] Nach anderen Angaben soll es sich einer Legende zufolge jedoch um eine Marienkapelle gehandelt haben, die mit der sagenhaften Frau namens Gæsa in Verbindung gebracht wird.[8]

An diesem Ort siedelten schon die irischen Mönche im 7. Jahrhundert, und das Gelände steht auf der Anwärterliste zum UNESCO-Weltkulturerbe.

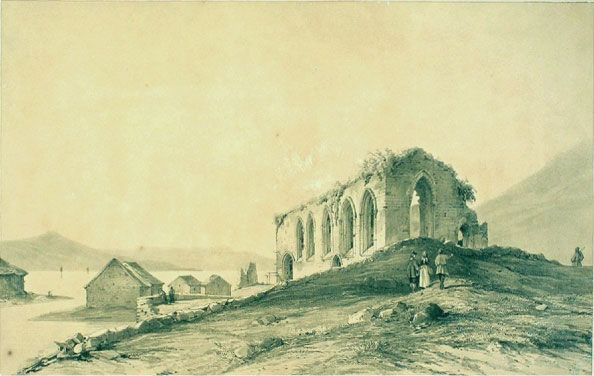
Kirkjubøur, Färöer (1839)

Die Domruine wird auf den Färöern Mururin (die Mauer) genannt. Sie sollte als „Magnusdom“ unter Bischof Erlendur der größte Sakralbau der Färöer werden, wurde aber nie fertiggestellt und besitzt daher weder Fenster, noch ein Dach, oder einen Turm. Neuere Untersuchungen geben allerdings Hinweise darauf, dass die Kathedrale doch einst in Gebrauch war und erst nach der Reformation so weit abgerissen wurde, dass nur noch die heute sichtbaren Steinmauern übrig blieben.
Direkt daneben befindet sich der Wikingerhof als weiteres Baudenkmal. Hier residierten dereinst die katholischen Bischöfe, und hier lag die erste Schule der Färöer. Er ist heute zu einem Museum ausgebaut und Stammsitz der einflussreichen Familie Patursson.
Neben der Domruine und dem Wikingerhof gibt es die etwas kleinere Olavskirche, die ebenso eine der Hauptattraktionen der Färöer ist. Die Schnitzereien Gestühlwangen von Kirkjubøur sind aus dem 15. Jahrhundert und eines der wertvollsten Kulturerbe der Färöer. Sie waren Teil der Olavskirche, sind heute aber im Historischen Museum der Färöer zu sehen. Die Olavskirche ist nicht nur die älteste Kirche auf den Färöern, sie ist auch die einzige Kirche aus dem Mittelalter, die dort heute noch in Gebrauch ist.

## Festival
2009 findet hier erstmals ein Rockfestival statt. Es heißt nach der Domruine Við Múrin („bei der Mauer“).

## Persönlichkeiten

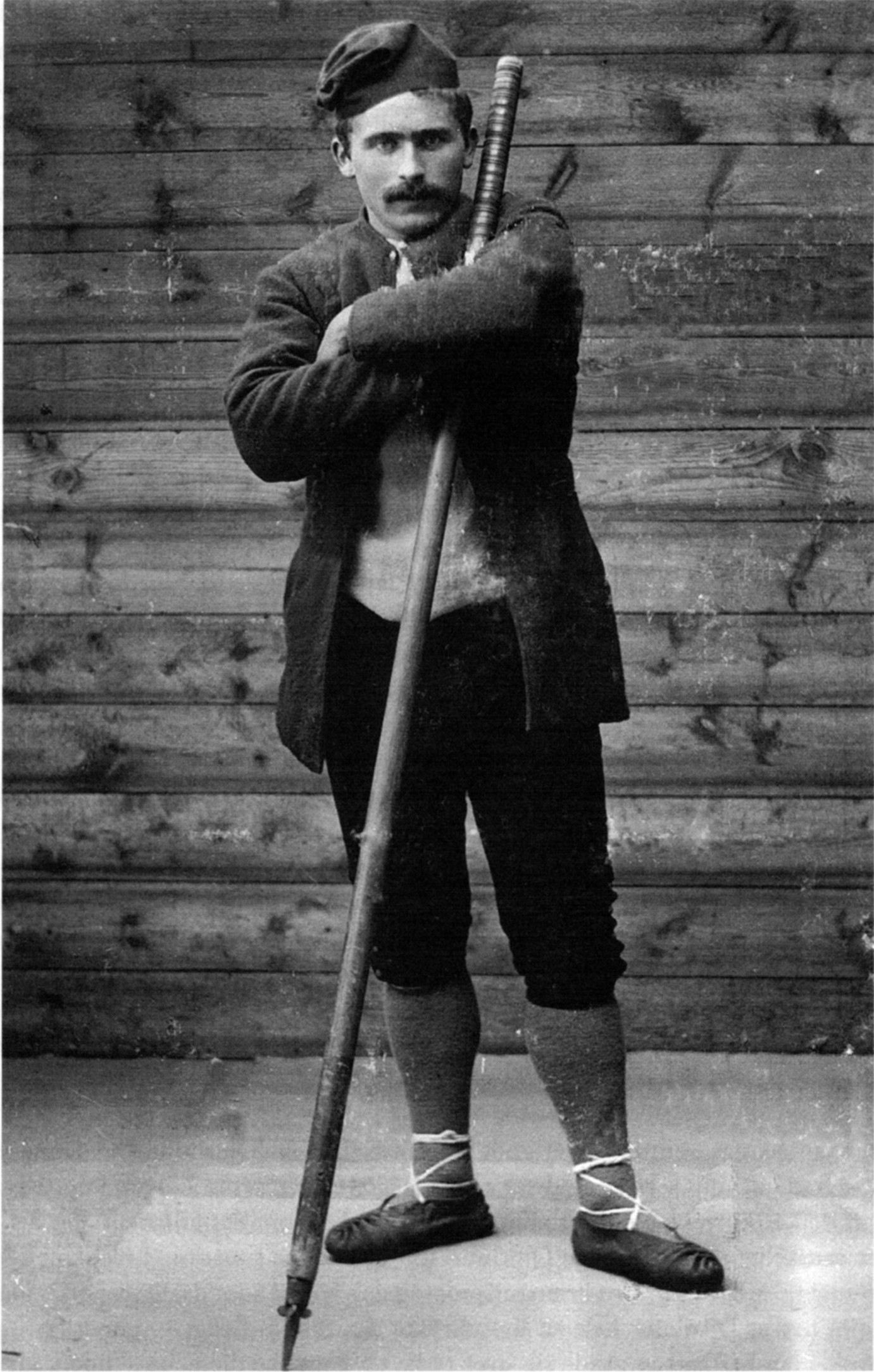
Jóannes Patursson (1866–1946).

- Sverre Sigurdsson (1151–1202) – Norwegischer König.
- Erlendur (–1308) – Bischof der Färöer.
- Pætur Jákupsson – Løgmaður der Färöer von 1588 bis 1601.
- Helena Patursson (1864–1916) – Publizistin und erste Frauenrechtlerin der Färöer.
- Jóannes Patursson (1866–1946) – bedeutender Dichter und Politiker der Färöer. Erbe des Königshofes
- Sverri Patursson (1871–1960) – Journalist und Umweltschützer.
- Tróndur Patursson (* 1944) – Bedeutendster Glaskünstler der Färöer und bekannter Abenteurer.